# Per Oscarsson
Per Oscarsson (ur. 28 stycznia 1927 w Sztokholmie, zm. 31 grudnia 2010 w Skara w prowincji Västergötland) – szwedzki aktor filmowy i teatralny. Sporadycznie zajmował się również pisaniem scenariuszy filmowych i reżyserią.

## Życiorys
W latach 1944–1947 uczył się aktorstwa w Szkole Królewskiego Teatru Dramatycznego w Sztokholmie. Debiutował na scenie w 1948, a następnie pracował w teatrach Sztokholmu i Göteborga. W 1970 zakończył karierę teatralną, poświęcając się filmowi i telewizji oraz hodowli drobiu (niemniej pojawił się na scenie w 1989 w Śmierci komiwojażera w Teatrze Miejskim w Göteborgu).
Światowy rozgłos przyniosła mu główna rola w duńsko-szwedzko-norweskiej ekranizacji Głodu Hamsuna z 1966 roku (w reżyserii Henninga Carlsena), za którą otrzymał nagrodę dla najlepszego aktora na 19. MFF w Cannes. W tym samym roku aktor wywołał skandal, rozbierając się 26 grudnia w programie typu talk-show w szwedzkiej telewizji, poświęconym edukacji seksualnej.
Wystąpił w około stu filmach, głównie szwedzkich, ale także m.in. w polskich koprodukcjach: Dagny, Kamienna tajemnica oraz Niemcy.
Zginął w wieku 83 lat (cztery tygodnie przed swoimi 84. urodzinami) wraz z żoną w pożarze ich domu na farmie w południowo-zachodniej Szwecji.

## Filmografia
- 1946 – Kristin obejmuje przywództwo / Kristin kommenderar
- 1954 – Karin, córka Mansa / Karin Månsdotter
- 1955 – Dzikie ptaki / Vildfåglar
- 1966 – Moja siostra, moja miłość / Syskonbädd 1782
- 1966 – Głód / Sult
- 1966 – Oto twoje życie / Här har du ditt liv
- 1967 – Wieczór Trzech Króli / Trettondagsafton
- 1968 – Na kogo wypadnie / Ole dole doff
- 1969 – Kryjówka / La Madriguera
- 1970 – Ostatnia dolina / The Last Valley
- 1971 – Nocny gość / The Night Visitor
- 1971 – Bezkresna noc / Endless Night
- 1972 – Osadnicy / Nybyggarna
- 1973 – Inferno / Inferno
- 1973 – Ebon Lundin / Ebon Lundin (także jako scenarzysta, reżyser i producent)
- 1976 – Dagny
- 1977 – Wiktor Frankenstein / Victor Frankenstein
- 1977 – Bracia Lwie Serce / Bröderna Lejonhjärta
- 1978 – Przygody Picassa / Picassos äventyr
- 1979 – Dom Krzysztofa / Kristoffers hus
- 1980 – Szwecja dla Szwedów / Sverige åt svenskarna (także jako scenarzysta, reżyser i producent)
- 1981 – Czarnogóra, czyli perły i wieprze / Montenegro eller Pärlor och svin
- 1984 – Ronja – córka zbójnika / Ronja Rövardotter
- 1990 – Kamienna tajemnica
- 1992 – Farma aniołów / Änglagård
- 1996 – Niemcy / Germans jako profesor Walter Sonnenbruch
- 2003 – Noc świętojańska / Midsommer
- 2003 – Mężczyzna za drzwiami / Manden bag døren
- 2009 – Millennium: Mężczyźni, którzy nienawidzą kobiet / Män som hatar kvinnor
- 2009 – Millennium: Dziewczyna, która igrała z ogniem / Flickan som lekte med elden
- 2009 – Millennium: Zamek z piasku, który runął / Luftslottet som sprängdes

## Nagrody
- Nagroda za najlepszą rolę męską w filmie Moja siostra, moja miłość na MFF w Salonikach (1966).
- Złota Palma dla najlepszego aktora za rolę w filmie Głód na 19. MFF w Cannes (1966).
- Nagroda „Bodil” za najlepszą rolę męską w filmie Głód przyznana przez Duńskie Stowarzyszenie Krytyków Filmowych (1966).
- Nagroda „Srebrny Hugo” w kategorii najlepszy aktor za rolę w filmie Na kogo wypadnie na MFF w Chicago (1969).